# BRAVE (GRASS ARCADEの曲)
「BRAVE」（ブレイブ）は、GRASS ARCADEの1枚目のシングル。

## 内容
ytv制作・日本テレビ系アニメ『金田一少年の事件簿』オープニング・テーマ。1998年にGIZA studioのレコード会社としての運営が開始されて以降、同社第1号アーティストとして初のリリースとなった作品。「Smashing the good! Smashing the bad!」（New Cinema 蜥蜴）、「I JUST FEEL SO LOVE AGAIN 〜そばにいるだけで〜」（sweet velvet）も第1号アーティストとして同日リリースされている。なお、この3組のアーティストに共通するのは、8cmCD（従前のシングルCD）と12cmCD（マキシシングル）の2形態でリリースされていることである。

## 収録曲

### 12cm
1. BRAVE
作詞：早灘圭志　作曲：上峰芹　編曲：古井弘人
2. SO LONG
作詞：早灘圭志・上峰芹　作曲・編曲：GRASS ARCADE
3. 君のいる風景
作詞・作曲：上峰芹

### 8cm
1. BRAVE
2. SO LONG
3. BRAVE (original karaoke)

## 補足
- 『金田一少年』のOP・EDはワーナーミュージックジャパンが、『名探偵コナン』はビーイング（GIZA studioなど）が主流となっているが、BRAVEが流れていた頃の『コナン』のOPはTWO-MIX（ワーナー所属）の「TRUTH〜A Great Detective of Love〜」であったため、その時に限っては立場が逆転していた。(TWO-MIXの25周年ウェブラジオで諏訪プロデューサーから当時の事が詳しく語られている。)
- 『金田一少年』のOPで作詞の早灘の欄が早瀬と誤表記されていた（後に訂正）。
- インディーズミニアルバム「!」には収録曲３曲の別バージョンが収録されている。